# Robert Duvall
Robert Selden Duvall (San Diego, 5 gennaio 1931) è un attore, regista, sceneggiatore e produttore cinematografico statunitense.
Considerato uno dei migliori attori statunitensi di tutti i tempi, nel corso della sua carriera ha vinto un Premio Oscar per l'interpretazione in Tender Mercies - Un tenero ringraziamento (1983) e ha ricevuto altre sei candidature per Il padrino (1972), Apocalypse Now (1979), Il grande Santini (1980), L'apostolo (1997), A Civil Action (1998) e The Judge (2014). Ha inoltre vinto quattro Golden Globe, due Emmy, uno Screen Actors Guild Award ed un BAFTA.

## Biografia
È nato a San Diego, in California, il 5 gennaio 1931, figlio di William Howard Duvall (1903-1984), un ammiraglio della marina statunitense e di Mildred Virginia Hart, un'attrice dilettante, discendente di Robert Edward Lee, il famoso generale confederato all'epoca della Guerra di secessione di cui lui ha vestito i panni nel film Gods and Generals. La sua famiglia è composta dai fratelli William Jr. e John (1934-2000).
Negli anni cinquanta, si è arruolato nell'Esercito degli Stati Uniti e ha servito il proprio paese dal 19 agosto 1953 al 20 agosto 1954 partecipando anche alla guerra di Corea. Successivamente si è diplomato in storia e politica. Nell'inverno del 1955 ha frequentato corsi d'arte drammatica presso la Playhouse School of Theatre, di New York e ha avuto come compagni di classe i futuri divi Dustin Hoffman (con cui ha condiviso un appartamento), Gene Hackman e l'amico James Caan.

### Carriera teatrale
Duvall ha iniziato la sua carriera di attore professionista nel Gateway Playhouse, un teatro all'aperto situato a Bellport, Long Island. Il suo debutto sul palcoscenico è avvenuto nel 1952, quando ha interpretato il pilota nella piece Laughter In The Stars. Dopo due anni di assenza (era impegnato con l'esercito degli Stati Uniti), è tornato al Gateway nella stagione estiva del 1955, interpretando Eddie Davis in Time Out For Ginger, Hal Carter in Picnic (luglio 1955), Parris ne Il crogiuolo (agosto 1955), Charles Wilder ne The Cat and the Canary e John in Dark of the Moon (settembre 1955). L'anno successivo durante la sua terza stagione al Gateway, è stato impegnato nell'interpretazione di Max Halliday in Dial M For Murder (luglio 1956), Virgil Blessing in Bus Stop (agosto 1956) e Clive Mortimer in I Am A Camera (agosto 1956).
Nel 1957 è apparso in Witness for the Prosecution, Thieves Carnival (luglio 1957), e il ruolo che una volta ha descritto come il "catalizzatore della sua carriera" ovvero il ruolo di Eddie Carbone in Uno sguardo dal ponte di Arthur Miller (dal 30 luglio al 3 agosto 1957 e diretto da Ulu Grosbard, che era ormai un regista ricorrente al Gateway Theatre) e lo stesso Miller ha partecipato ad uno dei suoi spettacoli. Nel 1958 ha preso parte a La professione della signora Warren e nel corso dell'anno successivo è apparso quasi sempre in ruoli da protagonista come Stanley Kowalski in Un tram che si chiama Desiderio (luglio-agosto 1959), Maxwell Archer in Once More With Feeling, Igor Romanoff in Romanoff e Giulietta, e Joe Mancuso in The Happiest Millionaire (tutti nel mese di agosto 1959).
I suoi altri primi ruoli off-Broadway includono Doug nella prima di Call Me by My Rightful Name il 31 gennaio 1961 e l'interpretazione di Bob Smith in The Days and Nights of BeeBee Fenstermaker. La sua più importante interpretazione off-Broadway, per il quale ha vinto un Obie Award nel 1965, è stata la riproposizione di A View from the Bridge di Arthur Miller, diretto da Ulu Grosbard, che ha portato in scena dal 28 gennaio 1965 all'11 dicembre 1966.
Il 2 febbraio 1966 ha fatto il suo debutto a Broadway nel ruolo di Harry Roat Jr. in Wait Until Dark all'Ethel Barrymore Theatre. La sua ultima interpretazione in teatro risale al 1977 dove è apparso in American Buffalo di David Mamet. Per la sua interpretazione ha ricevuto una candidatura al Drama Desk Award come miglior attore protagonista.

### La televisione
Ha debuttato in televisione nel 1959, prendendo parte a due episodi della serie Armstrong Circle Theatre. Nel corso del 1960 è apparso regolarmente in serie d'azione, drammatiche e poliziesche tra cui Alfred Hitchcock presenta, La città in controluce, Gli intoccabili, Route 66, Ai confini della realtà, The Outer Limits, Il fuggiasco, The Lieutenant, Viaggio in fondo al mare, Combat!, Kronos - Sfida al passato.

### Il cinema

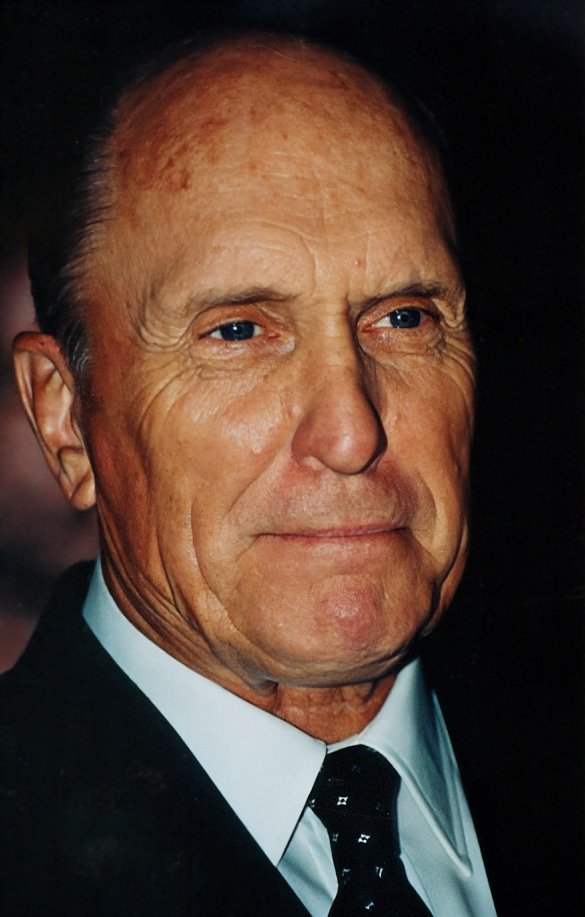
Robert Duvall nel 2002

Il suo esordio al cinema arriva con Il buio oltre la siepe (1962), dove interpreta il ruolo di un malato di mente. L'anno seguente interpreta un pilota timoroso in Capitan Newman e nel 1969 gira il suo primo film con Francis Ford Coppola, Non torno a casa stasera con James Caan e Shirley Knight. Il regista Robert Altman lo chiama per interpretare il Maggiore Frank Burns in M*A*S*H (1970), sempre nello stesso anno viene scelto come protagonista nel futuristico L'uomo che fuggì dal futuro esordio registico di George Lucas.
Con gli anni settanta arriva il successo internazionale grazie a film come Il padrino (1972) e Il padrino - Parte II (1974) di Francis Ford Coppola, basati sull'omonimo best seller di Mario Puzo, dove interpreta il ruolo di Tom Hagen, figlio adottivo e consigliere mafioso di Don Vito Corleone (Marlon Brando). Benché interpreti la parte del figlio adottivo di Don Vito, tra lui e Marlon Brando in realtà vi erano solo sette anni di differenza.
L'anno seguente prende parte in Killer Elite (1975) al fianco di James Caan, Quinto potere (1976) di Sidney Lumet, Il grande Santini (terza candidatura all'Oscar) e soprattutto in Apocalypse Now (1979), dove grazie all'interpretazione del tenente colonnello William Kilgore ottiene un Golden Globe e la quarta candidatura al premio Oscar. La frase pronunciata da Duvall ("Mi piace l'odore del napalm al mattino") si è classificata al 12º posto tra le cento frasi più celebri del cinema secondo l'American Film Institute.

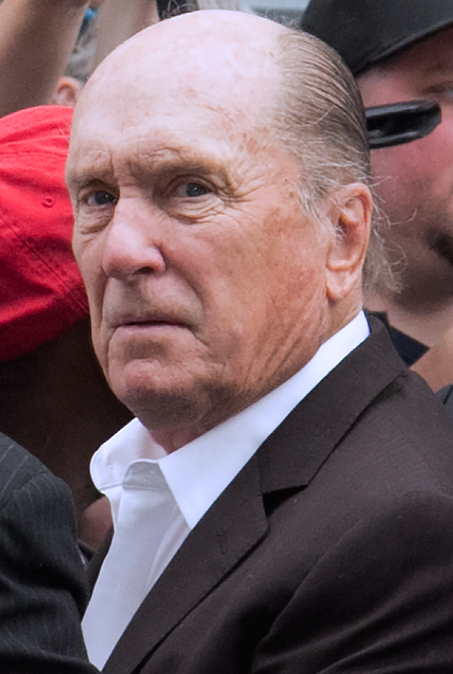
Robert Duvall al Toronto International Film Festival 2014

Nei primi anni ottanta si dedica a ruoli più complessi e impegnati, vincendo il premio Pasinetti alla 38ª Mostra internazionale d'arte cinematografica di Venezia per la parte del detective Tom Spellacy in L'assoluzione (1981) a fianco a Robert De Niro. Nel 1984 vince un premio Oscar per il ruolo di Mac Sledge, un cantante country alcolizzato sulla via del declino in Tender Mercies - Un tenero ringraziamento. Sempre nel 1983 debutta alla regia con Angelo, amore mio, di cui scrive anche la sceneggiatura. Tornerà dietro la macchina da presa nel 1997 con L'apostolo, premiato con due Independent Spirit Awards e l'ennesima candidatura all'Oscar. Dopo Il migliore (1984) alla fine degli anni ottanta viene diretto da Dennis Hopper in Colors - Colori di guerra.
Negli anni novanta lo vediamo in molti film variando dai film d'azione alle commedie come Giorni di tuono (1990, con Nicole Kidman e Tom Cruise), Ricordando Hemingway (1993). Un'altra grande performance in Un giorno di ordinaria follia (1993) poliziotto ad un passo dalla pensione antagonista di un pazzo armato, interpretato da Michael Douglas, poi Cronisti d'assalto (1994), Qualcosa di cui... sparlare (1995), La lettera scarlatta (1995) remake dell'omonimo film di Victor Sjöström, Conflitto d'interessi (1998) e A Civil Action (1998) con cui ottiene la sesta candidatura all'Oscar.
Con il nuovo millennio si cimenta in Fuori in 60 secondi (2000), Il sesto giorno (2001) con Arnold Schwarzenegger), John Q (2002) al fianco di Denzel Washington e James Woods. Sempre nel 2002 è la volta di Assassination Tango che lo vede impegnato nel ruolo da protagonista ma anche come regista, sceneggiatore e produttore.
Negli ultimi anni accetta ruoli minori essendo impegnato nell'ambito della produzione cinematografica, ma non delude nelle interpretazioni di Broken Trail - Un viaggio pericoloso (2006) (miniserie tv dove vince 2 Emmy Award e candidatura al Golden Globe). Offre buone performance in Terra di confine - Open Range (2003) di Kevin Costner, Thank You for Smoking (2005) con Aaron Eckhart, Le regole del gioco e I padroni della notte (2007) con Joaquin Phoenix, la commedia natalizia Tutti insieme inevitabilmente (2008), The Road con Viggo Mortensen e Crazy Heart (2009) da lui prodotto con Jeff Bridges vincitore del premio Oscar al miglior attore protagonista. Nel 2010 ritorna protagonista con The Funeral Party di Aaron Schneider con Bill Murray e Sissy Spacek che riceve ottime critiche e che gli fa vincere (ex aequo con Murray) il premio al miglior attore al Torino Film Festival.

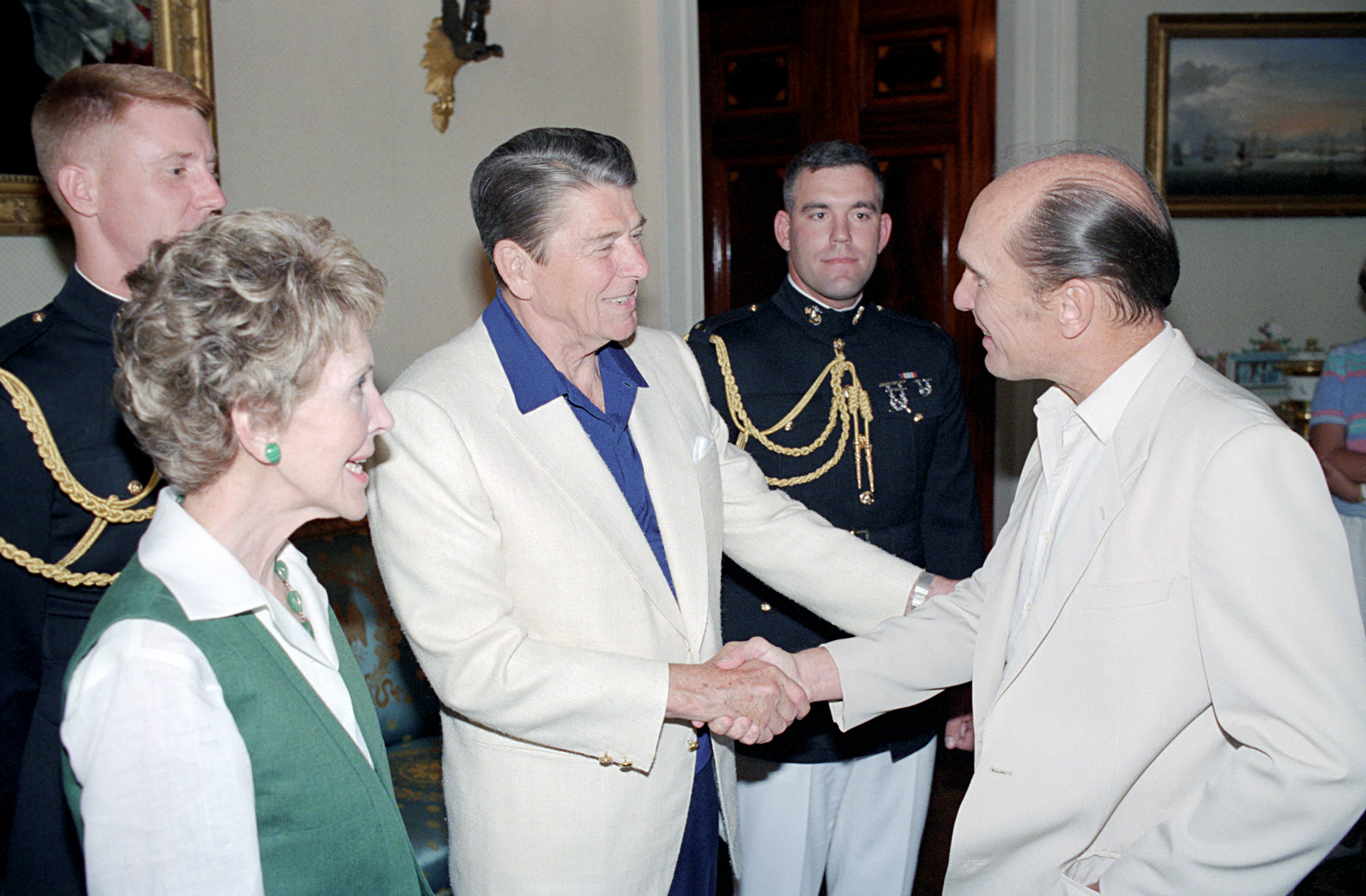
Robert Duvall, insieme a Ronald Reagan e la first lady Nancy (1985)

Sempre nel 2010 il regista Terry Gilliam annunciò che Robert Duvall interpreterà Don Chisciotte della Mancia nel film The Man Who Killed Don Quixote, affiancato da Ewan McGregor, film che salvo problemi finanziari - che avevano portato nel 2002 ad un primo abbandono del progetto da parte dello stesso Gilliam - sarebbe dovuto uscire nelle sale nel 2011. Il 5 settembre 2010 la rivista Variety riportò le dichiarazioni del regista, il quale aveva rivelato poco tempo prima che a causa della mancanza di fondi la produzione era stata interrotta ad agosto, poche settimane prima dell'inizio di riprese, provocando quindi il rinvio a tempo indeterminato della lavorazione..
Nel 2011 è protagonista del film indipendente Seven Days in Utopia con Lucas Black e Melissa Leo e nel 2014 è coprotagonista insieme a Robert Downey Jr. del film The Judge diretto da David Dobkin, ruolo che gli vale la settima candidatura sia agli Oscar che ai Golden Globe.

## Orientamento politico
Duvall è un sostenitore del partito repubblicano statunitense e si identifica come libertariano e conservatore. È stato personalmente invitato all'elezione del presidente repubblicano George W. Bush nel 2001 e dallo stesso Bush nel 2005 ha ricevuto la National Medal of Arts. Nel settembre 2007, ha annunciato il suo supporto per il candidato presidenziale repubblicano Rudy Giuliani. Duvall ha tenuto un discorso al convegno nazionale del GOP 2008 ed è stato il narratore dei video del convegno. Nel settembre 2008, è apparso a sostegno di John McCain e Sarah Palin sul palco del raduno del partito repubblicano in Nuovo Messico. Nel 2012 ha sostenuto il candidato repubblicano Mitt Romney nella corsa alla Casa Bianca. Tuttavia, durante un'intervista del 13 marzo 2014 al Daily Beast, ha rivelato di essere diventato un indipendente, definendo il Partito Repubblicano di oggi "un pasticcio".

## Attivismo
Nel 2001, insieme alla moglie Luciana Pedraza ha fondato il Robert Duvall Children's Fund per aiutare le famiglie nel nord dell'Argentina attraverso la ristrutturazione di case, scuole e strutture mediche. I due sono stati sostenitori attivi di Pro Mujer, un'organizzazione di beneficenza senza scopo di lucro dedicata ad aiutare le donne più povere dell'America Latina.

## Vita privata
Robert Duvall si è sposato quattro volte: con la ballerina Barbara Benjamin dal 1964 al 1975, con l'attrice Gail Youngs dal 1982 al 1986, poi con la ballerina Sharon Brophy dal 1991 al 1996. Dal 1997 ha una relazione con l'attrice Luciana Pedraza che ha sposato nel 2005. Nonostante i quattro matrimoni, non ha mai avuto figli e secondo quanto dichiarato nel 2007 dall'attore, la probabile causa è una sua infertilità.
Tra le sue amicizie si annoverano il collega James Caan e Francis Ford Coppola ed è cugino dell'attore Wayne Duvall. Dal 1996 al 2023 è stato il proprietario del ristorante The Rail Stop, situato a The Plains, nello stato della Virginia.
Duvall pratica il brazilian jiu-jitsu.

## Filmografia

### Attore

#### Cinema
- Il buio oltre la siepe (To Kill a Mockingbird), regia di Robert Mulligan (1962)
- Capitan Newman (Captain Newman, M.D.), regia di David Miller (1963)
- Sfida sotto il sole (Nightmare in the Sun), regia di John Derek e Marc Lawrence (1965)
- La caccia (The Chase), regia di Arthur Penn (1966)
- Conto alla rovescia (Countdown), regia di Robert Altman (1968)
- Inchiesta pericolosa (The Detective), regia di Gordon Douglas (1968)
- Bullitt, regia di Peter Yates (1968)
- Non torno a casa stasera (The Rain People), regia di Francis Ford Coppola (1969)
- Il Grinta (True Grit), regia di Henry Hathaway (1969)
- M*A*S*H, regia di Robert Altman (1970)
- Il rivoluzionario (The Revolutionary), regia di Paul Williams (1970)
- L'uomo che fuggì dal futuro (THX 1138), regia di George Lucas (1971)
- Io sono la legge (Lawman), regia di Michael Winner (1971)
- Il padrino (The Godfather), regia di Francis Ford Coppola (1972)
- Tomorrow, regia di Joseph Anthony (1972)
- La banda di Jesse James (The Great Northfield Minnesota Raid), regia di Philip Kaufman (1972)
- Joe Kidd, regia di John Sturges (1972)
- I diamanti dell'ispettore Klute (Lady Ice), regia di Tom Gries (1973)
- Agente 373 Police Connection (Badge 373), regia di Howard W. Koch (1973)
- Organizzazione crimini (The Outfit), regia di John Flynn (1973)
- La conversazione (The Conversation), regia di Francis Ford Coppola (1974) - non accreditato
- Il padrino - Parte II (The Godfather: Part II), regia di Francis Ford Coppola (1974)
- 10 secondi per fuggire (Breakout), regia di Tom Gries (1975)
- Killer Elite (The Killer Elite), regia di Sam Peckinpah (1975)
- Sherlock Holmes - Soluzione settepercento (The Seven-Per-Cent Solution), regia di Herbert Ross (1975)
- Quinto potere (Network), regia di Sidney Lumet (1976)
- La notte dell'aquila (The Eagle Has Landed), regia di John Sturges (1976)
- Io sono il più grande (The Greatest), regia di Tom Gries e Monte Hellman (1977)
- Betsy (The Betsy), regia di Daniel Petrie (1978)
- Terrore dallo spazio profondo (Invasion of the Body Snatchers), regia di Philip Kaufman (1978) - cameo non accreditato
- Apocalypse Now, regia di Francis Ford Coppola (1979)
- Il grande Santini (The Great Santini), regia di Lewis John Carlino (1979)
- L'assoluzione (True Confessions), regia di Ulu Grosbard (1981)
- Caccia implacabile (The Pursuit of D.B. Cooper), regia di Roger Spottiswoode (1981)
- Tender Mercies - Un tenero ringraziamento (Tender Mercies), regia di Bruce Beresford (1983)
- The Stone Boy, regia di Christopher Cain (1984)
- Il migliore (The Natural), regia di Barry Levinson (1984)
- Lightship - La nave faro (The Lightship), regia di Jerzy Skolimowski (1986)
- Belizaire the Cajun, regia di Glen Pitre (1986)
- Waylon Jennings: America, regia di David Hogan – cortometraggio (1986)
- Eroi per un amico (Let's Get Harry), regia di Stuart Rosenberg e Alan Smithee (1986)
- Hotel Colonial, regia di Cinzia TH Torrini (1987)
- Colors - Colori di guerra (Colors), regia di Dennis Hopper (1988)
- Il racconto dell'ancella (The Handmaid's Tale), regia di Volker Schlöndorff (1990)
- Prova di forza (A Show of Force), regia di Bruno Barreto (1990)
- Giorni di tuono (Days of Thunder), regia di Tony Scott (1990)
- Rosa Scompiglio e i suoi amanti (Rambling Rose), regia di Martha Coolidge (1990)
- Forzati (Convicts), regia di Peter Masterson (1991)
- Viaggio all'inferno (Hearts of Darkness: A Filmmaker's Apocalypse), regia di George Hickenlooper – documentario (1991)
- Gli strilloni (Newsies), regia di Kenny Ortega (1992)
- La peste, regia di Luis Puenzo (1992)
- Un giorno di ordinaria follia (Falling Down), regia di Joel Schumacher (1993)
- Geronimo (Geronimo: An American Legend), regia di Walter Hill (1993)
- Ricordando Hemingway (Wrestling Ernest Hemingway), regia di Randa Haines (1993)
- Cronisti d'assalto (The Paper), regia di Ron Howard (1994)
- Qualcosa di cui... sparlare (Something to Talk About), regia di Lasse Hallström (1995)
- Nel Texas cadevano le stelle (The Stars Fell on Henrietta), regia di James Keach (1995)
- La lettera scarlatta (The Scarlet Letter), regia di Roland Joffé (1995)
- Una questione di famiglia (A Family Thing), regia di Richard Pearce (1996)
- Phenomenon, regia di Jon Turteltaub (1996)
- Lama tagliente (Sling Blade), regia di Billy Bob Thornton (1996)
- L'apostolo (The Apostle), regia di Robert Duvall (1997)
- Conflitto di interessi (The Gingerbread Man), regia di Robert Altman (1998)
- Deep Impact, regia di Mimi Leder (1998)
- A Civil Action, regia di Steven Zaillian (1998)
- Fuori in 60 secondi (Gone in Sixty Seconds), regia di Dominic Sena (2000)
- Sfida per la vittoria (A Shot at Glory), regia di Michael Corrente (2000)
- Il sesto giorno (The 6th Day), regia di Roger Spottiswoode (2000)
- John Q, regia di Nick Cassavetes (2002)
- Assassination Tango, regia di Robert Duvall (2002)
- Gods and Generals, regia di Ronald F. Maxwell (2003)
- Terra di confine - Open Range (Open Range), regia di Kevin Costner (2003)
- Secondhand Lions, regia di Tim McCanlies (2003)
- Derby in famiglia (Kicking & Screaming), regia di Jesse Dylan (2005)
- Thank You for Smoking, regia di Jason Reitman (2005)
- Le regole del gioco (Lucky You), regia di Curtis Hanson (2007)
- I padroni della notte (We Own the Night), regia di James Gray (2007)
- Tutti insieme inevitabilmente (Four Christmases), regia di Seth Gordon (2008)
- The Road, regia di John Hillcoat (2009)
- The Funeral Party (Get Low), regia di Aaron Schneider (2009)
- Crazy Heart, regia di Scott Cooper (2009)
- Seven Days in Utopia, regia di Matt Russell (2011)
- Jayne Mansfield's Car - L'ultimo desiderio (Jayne Mansfield's Car), regia di Billy Bob Thornton (2012)
- Jack Reacher - La prova decisiva (Jack Reacher), regia di Christopher McQuarrie (2012)
- A Night in Old Mexico, regia di Emilio Aragón (2013)
- The Judge, regia di David Dobkin (2014)
- Cavalli selvaggi (Wild Horses), regia di Robert Duvall (2015)
- In Dubious Battle - Il coraggio degli ultimi (In Dubious Battle), regia di James Franco (2016)
- Widows - Eredità criminale (Widows), regia di Steve McQueen (2018)
- Una squadra di 12 orfani (12 Mighty Orphans), regia di Ty Roberts (2021)
- Hustle, regia di Jeremiah Zagar (2022)
- The Pale Blue Eye - I delitti di West Point (The Pale Blue Eye), regia di Scott Cooper (2022)

#### Televisione
- Armstrong Circle Theatre – serie TV, episodi 10x02, 10x16 (1959)
- John Brown's Raid, regia di Sidney Lumet – film TV (1960)
- Playhouse 90 – serie TV, episodio 4x08 (1960)
- La parola alla difesa (The Defenders) – serie TV, episodi 1x12, 2x24, 4x30 (1961-1965)
- Great Ghost Tales – serie TV, episodio 1x01 (1961)
- La città in controluce (Naked City) – serie TV, 4 episodi (1961-1962)
- Shannon – serie TV, episodio 1x10 (1961)
- Lotta senza quartiere (Cain's Hundred) – serie TV, episodio 1x06 (1961)
- Route 66 – serie TV, episodi 1x25, 2x04, 3x18 (1961-1963)
- Great Ghost Tales – serie TV, episodio 1x01 (1961)
- Alfred Hitchcock Presenta (Alfred Hitchcock presents) – serie TV, episodio 7x14 (1962)
- Ai confini della realtà (The Twilight Zone) – serie TV, episodio 4x08 (1963)
- Il virginiano (The Virginian) – serie TV, episodio 1x24 (1963)
- Gli intoccabili (The Untouchables) – serie TV, episodio 4x17 (1963)
- Sotto accusa (Arrest and Trial) – serie TV, episodio 1x10 (1963)
- Il fuggiasco (The Fugitive) – serie TV, 3 episodi 1x04, 1x05, 2x16 (1963)
- Stoney Burke – serie TV, episodio 1x23 (1963)
- The Outer Limits – serie TV, episodi 1x31, 2x10, 2x11 (1964)
- The Crisis – serie TV, episodio 1x22 (1964)
- The Lieutenant – serie TV, episodio 1x24 (1964)
- Viaggio in fondo al mare (Voyage to the Bottom of the Sea) – serie TV, episodio 1x20 (1965)
- Combat! – serie TV, episodi 3x16, 5x14, 5x25 (1965-1967)
- F.B.I. (The F.B.I.) – serie TV, 6 episodi (1965-1969)
- Shane – serie TV, episodio 1x09 (1966)
- Conoscete Ellen Bowen? (Fame Is the Name of the Game), regia di Stuart Rosenberg – film TV (1966)
- Squadra speciale anticrimine (The Felony Squad) – serie TV, episodio 1x08 (1966)
- Hawk l'indiano (Hawk) – serie TV, episodio 1x06 (1966)
- Il ladro (T.H.E. Cat) – serie TV, episodi 1x09, 1x24 (1966-1967)
- Polvere di stelle (Bob Hope Presents the Chrysler Theatre) – serie TV, episodio 3x15 (1966)
- Selvaggio west (The Wild Wild West) – serie TV, episodio 3x10 (1967)
- F.B.I. contro cosa nostra (Cosa Nostra, Arch Enemy of the FBI), regia di Don Medford – film TV (1967)
- Cimarron Strip – serie TV, episodio 1x08 (1967)
- Kronos - Sfida al passato (The Time Tunnel) – serie TV, episodi 1x23, 1x24 (1967)
- CBS Playhouse – serie TV, episodio 2x01 (1968)
- Al banco della difesa (Judd for the Defense) – serie TV, episodio 1x24 (1968)
- I giorni di Bryan (Run for Your Life) – serie TV, episodio 3x19 (1968)
- Flesh and Blood, regia di Arthur Penn – film TV (1968)
- Mod Squad, i ragazzi di Greer (The Mod Squad) – serie TV, episodio 1x23 (1969)
- Ike, regia di Boris Sagal e Melville Shavelson – miniserie TV (1979)
- Cuore di campione regia di Ralph L. Thomas – film TV (1983)
- Colomba solitaria (Lonesome Dove), regia di Simon Wincer – miniserie TV (1989)
- Stalin, regia di Ivan Passer – film TV (1992)
- L'uomo che catturò Eichmann (The Man Who Captured Eichmann), regia di William A. Graham – film TV (1996)
- Broken Trail - Un viaggio pericoloso (Broken Trail), regia di Walter Hill – miniserie TV (2006)
- Hemingway & Gellhorn, regia di Philip Kaufman – film TV (2012)

### Doppiatore
- Apocalypse Pooh – cortometraggio animato (1987)
- American Experience – serie TV, episodio 17x11 (2005) - narratore
- Il padrino - videogioco (2006)
- Il padrino II - videogioco (2009)

### Regista
- We're Not the Jet Set – documentario (1977)
- Angelo, amore mio (Angelo, My Love; 1983)
- L'apostolo (The Apostle; 1997)
- Assassination Tango (2002)
- Cavalli selvaggi (Wild Horses; 2015)

### Produttore
- Tender Mercies - Un tenero ringraziamento (Tender Mercies), regia di Bruce Beresford (1983)
- Angelo, amore mio (Angelo, My Love), regia di Robert Duvall (1983)
- Una questione di famiglia (A Family Thing), regia di Richard Pearce (1996)
- L'uomo che catturò Eichmann (The Man Who Captured Eichmann), regia di William A. Graham – film TV (1996) - produttore esecutivo
- L'apostolo (The Apostle), regia di Robert Duvall (1997) - produttore esecutivo
- Sfida per la vittoria (A Shot at Glory), regia di Michael Corrente (2000)
- Assassination Tango, regia di Robert Duvall (2002)
- Portrait of Billy Joe, regia di Luciana Pedraza (2004) – documentario
- Broken Trail - Un viaggio pericoloso (Broken Trail), regia di Walter Hill (2006) - produttore esecutivo
- Crazy Heart, regia di Scott Cooper (2009)
- The Funeral Party (Get Low), regia di Aaron Schneider (2010) - produttore esecutivo
- A Night in Old Mexico, regia di Emilio Aragón (2013)

### Sceneggiatore
- Angelo, amore mio (Angelo, My love), regia di Robert Duvall (1983)
- L'apostolo (The Apostle), regia di Robert Duvall (1997)
- Assassination Tango, regia di Robert Duvall (2002)
- Cavalli selvaggi (Wild Horses), regia di Robert Duvall (2015)

### Teatro
- Wait Until Dark, di Frederick Knott, regia di Arthur Penn. Ethel Barrymore Theatre di Broadway (1966)
- American Buffalo, di David Mamet, regia di Ulu Grosbard. Ethel Barrymore Theatre e Belasco Theatre di Broadway (1977)

## Riconoscimenti
- Premi Oscar

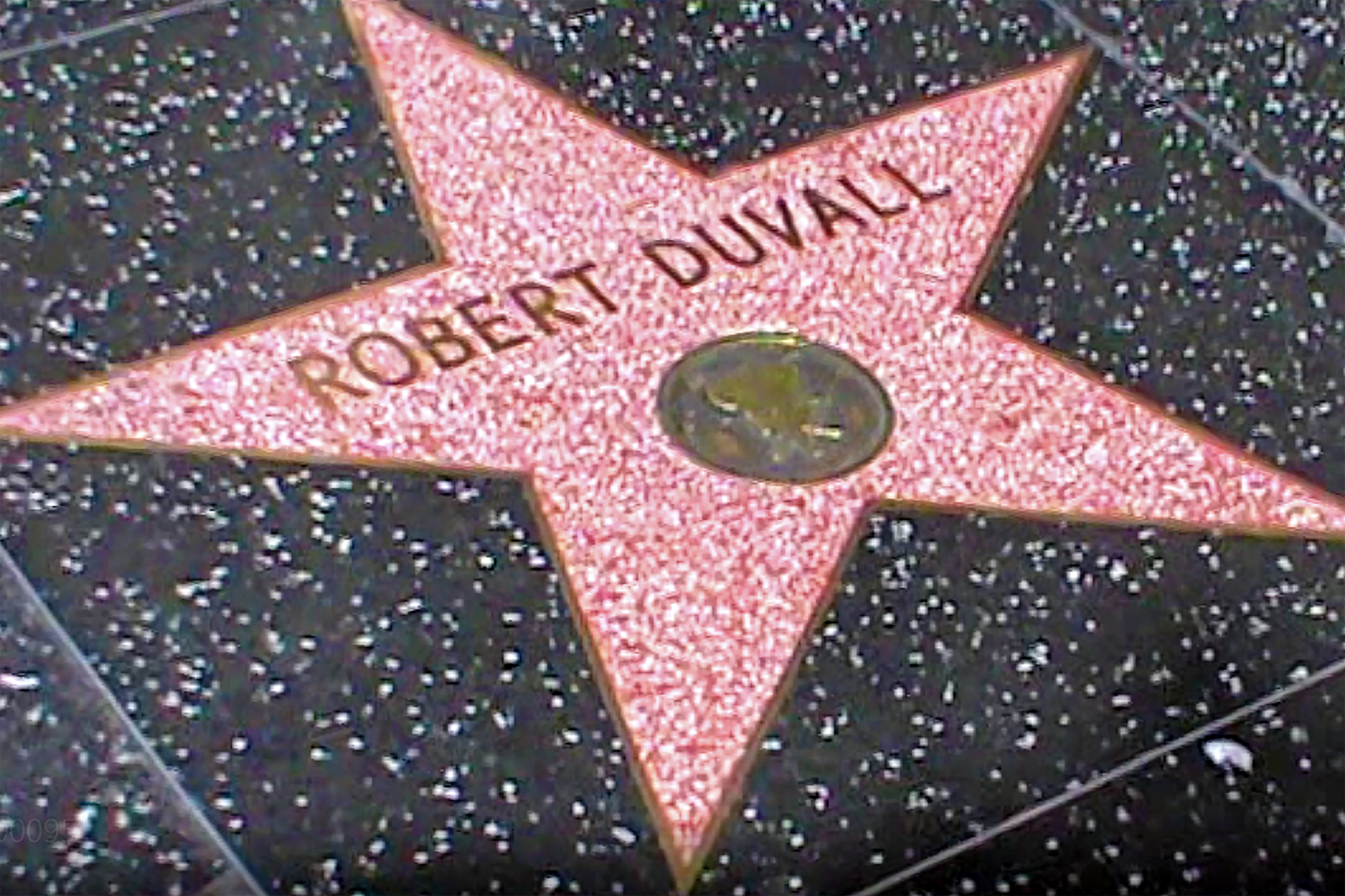
Stella sulla Hollywood Walk of Fame

  - 1973 – Candidatura al miglior attore non protagonista per Il padrino[6]
  - 1980 – Candidatura al miglior attore non protagonista per Apocalypse Now[7]
  - 1981 – Candidatura al miglior attore per Il grande Santini[8]
  - 1984 – Miglior attore per Tender Mercies - Un tenero ringraziamento[5]
  - 1998 – Candidatura al miglior attore per L'apostolo[9]
  - 1999 – Candidatura al miglior attore non protagonista per A Civil Action[10]
  - 2015 – Candidatura al miglior attore non protagonista per The Judge[11]
- Golden Globe
  - 1980 – Miglior attore non protagonista per Apocalypse Now[62]
  - 1984 – Miglior attore in un film drammatico per Tender Mercies - Un tenero ringraziamento[63]
  - 1990 – Miglior attore in una mini-serie o film per la televisione per Colomba solitaria[64]
  - 1993 – Miglior attore in una mini-serie o film per la televisione per Stalin[65]
  - 1999 – Candidatura al miglior attore non protagonista per A Civil Action[66]
  - 2007 – Candidatura al miglior attore in una mini-serie o film per la televisione per Broken Trail - Un viaggio pericoloso[67]
  - 2007 – Candidatura alla miglior mini-serie o film per la televisione per Broken Trail - Un viaggio pericoloso[67]
  - 2015 – Candidatura al miglior attore non protagonista per The Judge[68]
- BAFTA
  - 1973 – Candidatura al miglior attore non protagonista per Il padrino[69]
  - 1978 – Candidatura al miglior attore non protagonista per Quinto potere[70]
  - 1980 – Miglior attore non protagonista per Apocalypse Now[71]
- Emmy Award
  - 1989 – Candidatura come miglior attore per Colomba solitaria
  - 1993 – Candidatura come miglior attore per Stalin
  - 1997 – Candidatura come miglior attore per L'uomo che catturò Eichmann
  - 2007 – Migliore attore protagonista in una miniserie o film per Broken Trail - Un viaggio pericoloso
  - 2007 – Emmy alla migliore miniserie o film tv per Broken Trail - Un viaggio pericoloso
- Independent Spirit Awards
  - 1991 – Independent Spirit Award per il miglior attore protagonista per Rosa scompiglio e i suoi amanti
  - 1997 – Candidatura all'Independent Spirit Award per la miglior sceneggiatura per L'apostolo
  - 1997 – Independent Spirit Award al miglior attore protagonista per L'apostolo
  - 1997 – Independent Spirit Award al miglior regista per L'apostolo
- Screen Actors Guild Award
  - 1996 – Candidatura allo Screen Actors Guild Award per il miglior cast cinematografico per Lama tagliente
  - 1996 – SAG Award per il migliore attore in una miniserie o film televisivo per L'uomo che catturò Eichmann
  - 1997 – Candidatura allo Screen Actors Guild Award per il miglior attore cinematografico per L'apostolo
  - 1998 – Screen Actors Guild Award per il miglior attore non protagonista cinematografico per A Civil Action
  - 2006 – Screen Actors Guild Award per il miglior attore protagonista per Broken Trail - Un viaggio pericoloso
  - 2010 – Candidatura allo Screen Actors Guild Awards per il miglior attore per The Funeral Party
- Mostra del cinema di Venezia
  - 1981 – Premio Francesco Pasinetti al miglior attore protagonista per L'assoluzione[36]
  - 1981 – Premio Fenice per L'assoluzione
  - 1985 – Premio Francesco Pasinetti al miglior attore protagonista per Lightship - La nave faro.
  - 1985 – Premio segnalazione ciak per Lightship - La nave faro
  - 1985 – Premio segnalazione ciak per Pervola

- Altri 
  - 1979 – Kansas City Film Critics Circle Award per il miglior attore per Il grande Santini
  - 1983 – New York Film Critics Circle Award al miglior attore per Tender Mercies - Un tenero ringraziamento
  - 1983 – Kansas City Film Critics Circle Award per il miglior attore per Tender Mercies - Un tenero ringraziamento
  - 1983 – Los Angeles Film Critics Association Award al miglior attore per Tender Mercies - Un tenero ringraziamento
  - 1983 – Candidatura al CableACE Award per il miglior attore per Cuore di campione
  - 1997 – Satellite Award al miglior attore per L'apostolo
  - 1997 – Society of Texas Film Critics Award al miglior attore per L'apostolo
  - 1997 – National Society of Film Critics Award al miglior attore per L'apostolo
  - 1997 – Los Angeles Film Critics Association Award al miglior attore per L'apostolo
  - 1997 – Las Vegas Film Critics Society Award al miglior attore per L'apostolo
  - 1997 – Florida Film Critics Circle Award al miglior attore per L'apostolo
  - 1997 – Chicago Film Critics Association Award per il miglior attore per L'apostolo
  - 1998 – Florida Film Critics Circle Award al miglior attore non protagonista per A Civil Action
  - 1998 – Chicago Film Critics Association Award per il miglior attore non protagonista per A Civil Action
  - 2009 – Candidatura al St. Louis Gateway Film Critics Association al miglior attore non protagonista per The Road
  - 2010 – Hollywood Film Festival al miglior attore protagonista per Get Low
  - 2010 – Candidatura al Broadcast Film Critics Association Award al miglior attore protagonista per Get Low
  - 2010 – Candidatura al Dallas-Fort Worth Film Critics Association Award per il miglior attore protagonista per Get Low
  - 2010 – Candidatura al Houston Film Critics Society Award al miglior attore protagonista per Get Low
  - 2010 – Candidatura al Phoenix Film Critics Society Award al miglior attore protagonista per Get Low
  - 2010 – Candidatura al Satellite Award al miglior attore protagonista per Get Low
  - 2010 – Candidatura al Washington D.C. Area Film Critics Association Award al miglior attore protagonista per Get Low
  - 2010 – Premio per miglior attore protagonista al Torino Film Festival per Get Low (ex aequo con Bill Murray)

- Per il suo contributo all'industria del cinema, gli è stata assegnata una stella sulla Hollywood Walk of Fame al 6801 Hollywood Boulevard.[1]

## Doppiatori italiani
Nelle versioni in italiano dei suoi film, Robert Duvall è stato doppiato da:
- Cesare Barbetti ne Il padrino, Il padrino - Parte II, L'assoluzione, Caccia implacabile, Eroi per un amico, Hotel Colonial, Giorni di tuono, Geronimo, Cronisti d'assalto, Qualcosa di cui... sparlare, Una questione di famiglia, L'uomo che catturò Eichmann, Deep Impact, Il sesto giorno, John Q, Assassination Tango, Derby in famiglia, Thank You for Smoking, Broken Trail - Un viaggio pericoloso
- Michele Kalamera in Non torno a casa stasera, Il Grinta, Organizzazione crimini, Colors - Colori di guerra, Gli strilloni, Sfida per la vittoria, Tutti insieme inevitabilmente
- Carlo Valli ne L'apostolo, The Road, Cavalli selvaggi, Widows - Eredità criminale, Hustle
- Pietro Biondi in Un giorno di ordinaria follia, A Civil Action, Jayne Mansfield's Car - L'ultimo desiderio
- Gianni Marzocchi in L'uomo che fuggì dal futuro, Apocalypse Now, Il migliore
- Sergio Tedesco in M*A*S*H, Killer Elite, Viaggio all'inferno
- Dario Penne ne I padroni della notte, Jack Reacher - La prova decisiva, In Dubious Battle - Il coraggio degli ultimi
- Bruno Alessandro in Crazy Heart, Hemingway & Gellhorn, The Pale Blue Eye - I delitti di West Point
- Luciano Melani ne I diamanti dell'ispettore Klute, Io sono il più grande
- Omero Antonutti in Ricordando Hemingway, Terra di confine - Open Range
- Carlo Sabatini ne La lettera scarlatta, Conflitto d'interessi
- Gianfranco Bellini in Capitan Newman
- Oreste Lionello ne La caccia
- Antonio Guidi in Conto alla rovescia
- Arturo Dominici in Inchiesta pericolosa
- Vittorio Congia in Io sono la legge
- Rino Bolognesi ne La banda di Jesse James
- Enzo Tarascio in Joe Kidd
- Carlo Baccarini in Agente 373 Police Connection
- Sergio Fiorentini ne La conversazione
- Giancarlo Maestri in 10 secondi per fuggire
- Massimo Foschi in Sherlock Holmes - Soluzione settepercento
- Luigi Vannucchi in Quinto potere
- Sergio Rossi ne La notte dell'aquila
- Pino Locchi in Tender Mercies - Un tenero ringraziamento
- Vittorio Di Prima in Lightship - La nave faro
- Sergio Graziani in Colomba solitaria
- Sandro Iovino ne Il racconto dell'ancella
- Emilio Cappuccio in Prova di forza
- Francesco Carnelutti in Rosa scompiglio e i suoi amanti
- Ugo Maria Morosi in Nel Texas cadevano le stelle
- Domenico Crescentini in Lama tagliente
- Renato Cortesi in Phenomenon
- Franco Zucca in Fuori in 60 secondi
- Oreste Rizzini in Le regole del gioco
- Dante Biagioni in The Judge
- Gianni Gaude in The Funeral Party
- Danilo Bruni in Una squadra di 12 orfani
- Stefano De Sando in Apocalypse Now Redux
- Vittorio Guerrieri in L'uomo che fuggì dal futuro (ridoppiaggio)
- Angelo Maggi nei ridoppiaggi de Il padrino e Il padrino - Parte II

Da doppiatore è sostituito da:
- Lorenzo Scattorin ne Il padrino (videogioco), Il padrino II